# Лапышта
Лапышта́ (баш. Лапышты) — село в Белорецком районе Республики Башкортостан России. Входит в состав Инзерского сельсовета.

## География

### Географическое положение
Расстояние до:
- районного центра (Белорецк): 58 км,
- центра сельсовета (Инзер): 51 км,
- ближайшей ж.-д. станции (Юша): 8 км.

## История
Название происходит от  названия реки Лапышты (башк. Лапышты).
До 1980 года являлось центром Лапыштинского сельсовета. В 1980—1996 годах относилось к упраздненному Татлинскому сельсовету. 

## Население
| 2002 | 2009 | 2010 |
| ---- | ---- | ---- |
| 1    | ↗3   | ↘0   |

Национальный состав
Согласно переписи 2002 года, преобладающая национальность — русские (100 %)..